# Macrobiotus higginsi
Macrobiotus higginsi är en djurart som tillhör fylumet trögkrypare, och som beskrevs av Walter Maucci 1987. Macrobiotus higginsi ingår i släktet Macrobiotus och familjen Macrobiotidae. Inga underarter finns listade i Catalogue of Life.